# St. Peter und Paul (Grieth)

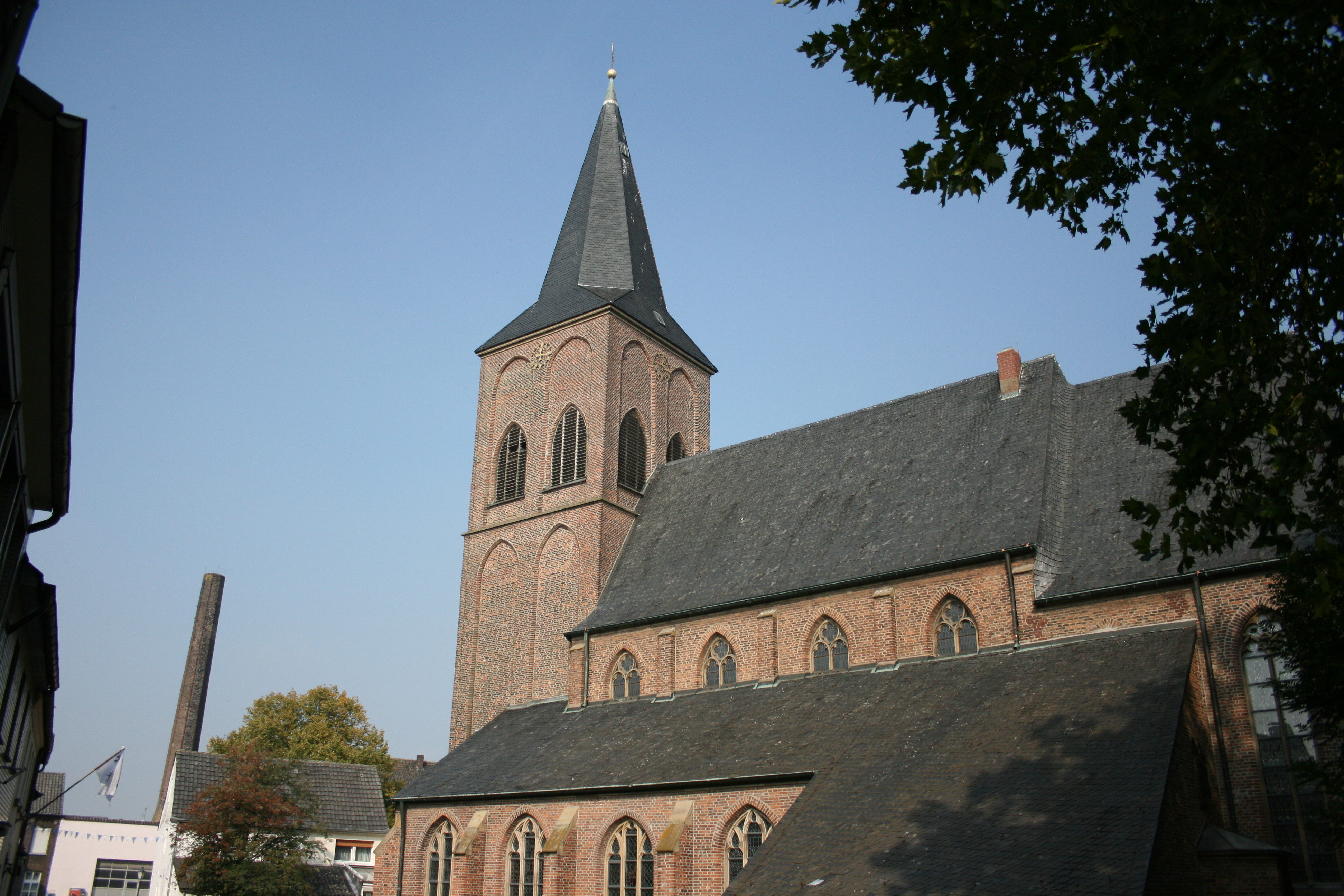
Pfarrkirche St. Peter und Paul

Die katholische Pfarrkirche St. Peter und Paul ist ein denkmalgeschütztes Kirchengebäude am Griether Markt in Grieth, einem Ortsteil von Kalkar im Kreis Kleve (Nordrhein-Westfalen).

## Geschichte und Architektur

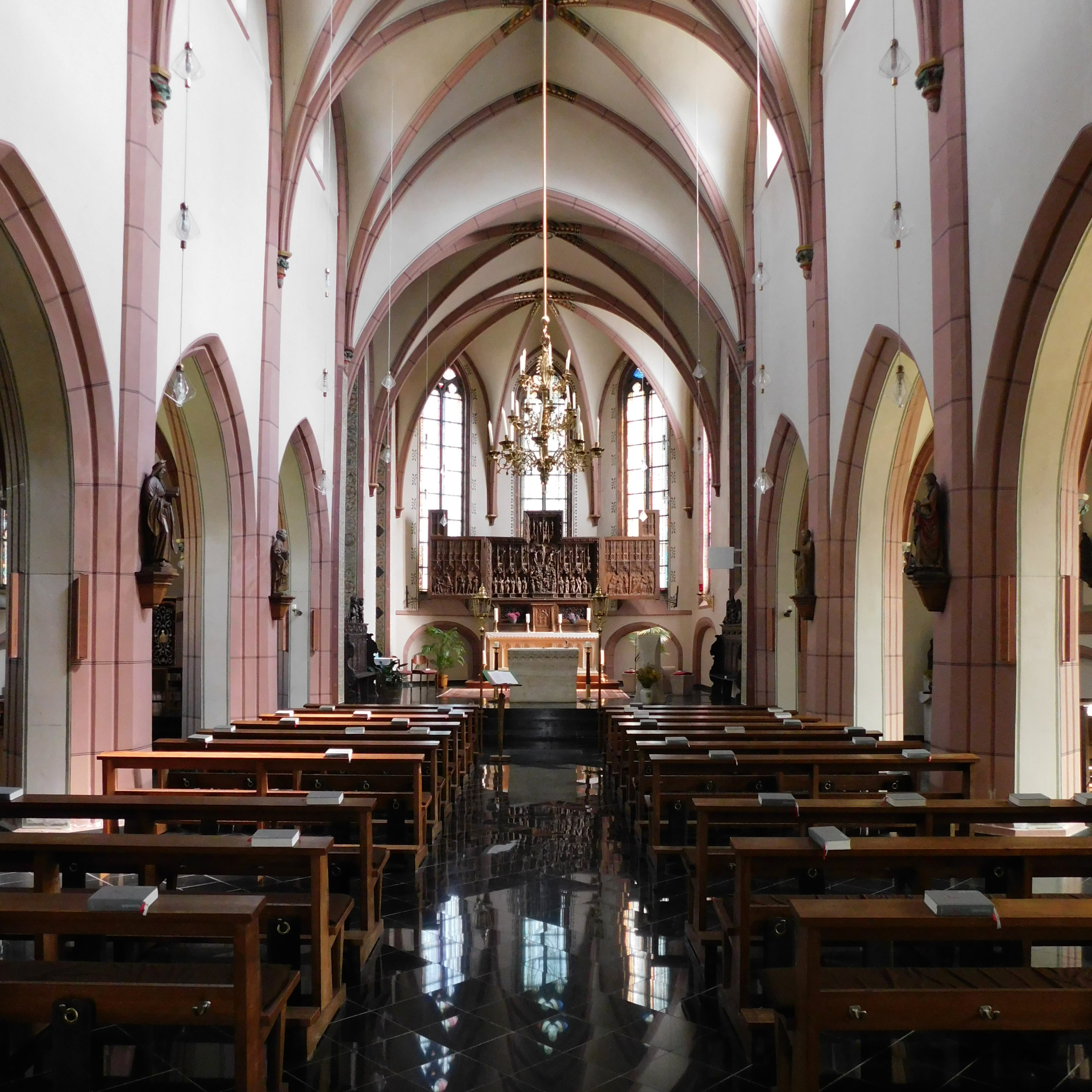
Innenansicht nach Osten

Die Kirche war ursprünglich eine dem hl. Petrus geweihte Filiale von Wissel. Sie wurde 1445 zur Pfarrkirche erhoben.
Die dreischiffige, kreuzrippengewölbte Backsteinbasilika wurde im 14. und 15. Jahrhundert mit zwei Chören errichtet. Die Seitenschiffe sind schmal, der dreigeschossige Westturm aus dem 14. Jahrhundert ist zur Hälfte eingefasst. Auch der aus einem Joch und einem gedrückten 5/8-Schluss bestehende Hauptchor stammt aus dem 14. Jahrhundert. Das basilikale Langhaus aus dem 15. Jahrhundert ist deutlich höher als der Chor. Der über die Flucht des Seitenschiffes vorspringenden Chor aus einem Joch mit 5/8-Schluss wurde im 15. Jahrhundert errichtet. Er wurde mit dem Hauptchor durch zwei spitzbogige Arkaden verbunden. An den Hauptchor wurde 1959 auf der Südseite eine Sakristei angebaut.
Das Gebäude wurde nach starker Zerstörung im Zweiten Weltkrieg in alten Formen wieder aufgebaut, dabei wurden alle Dächer und Gewölbe sowie der Turmhelm erneuert.

## Ausstattung

### Passionsretabel

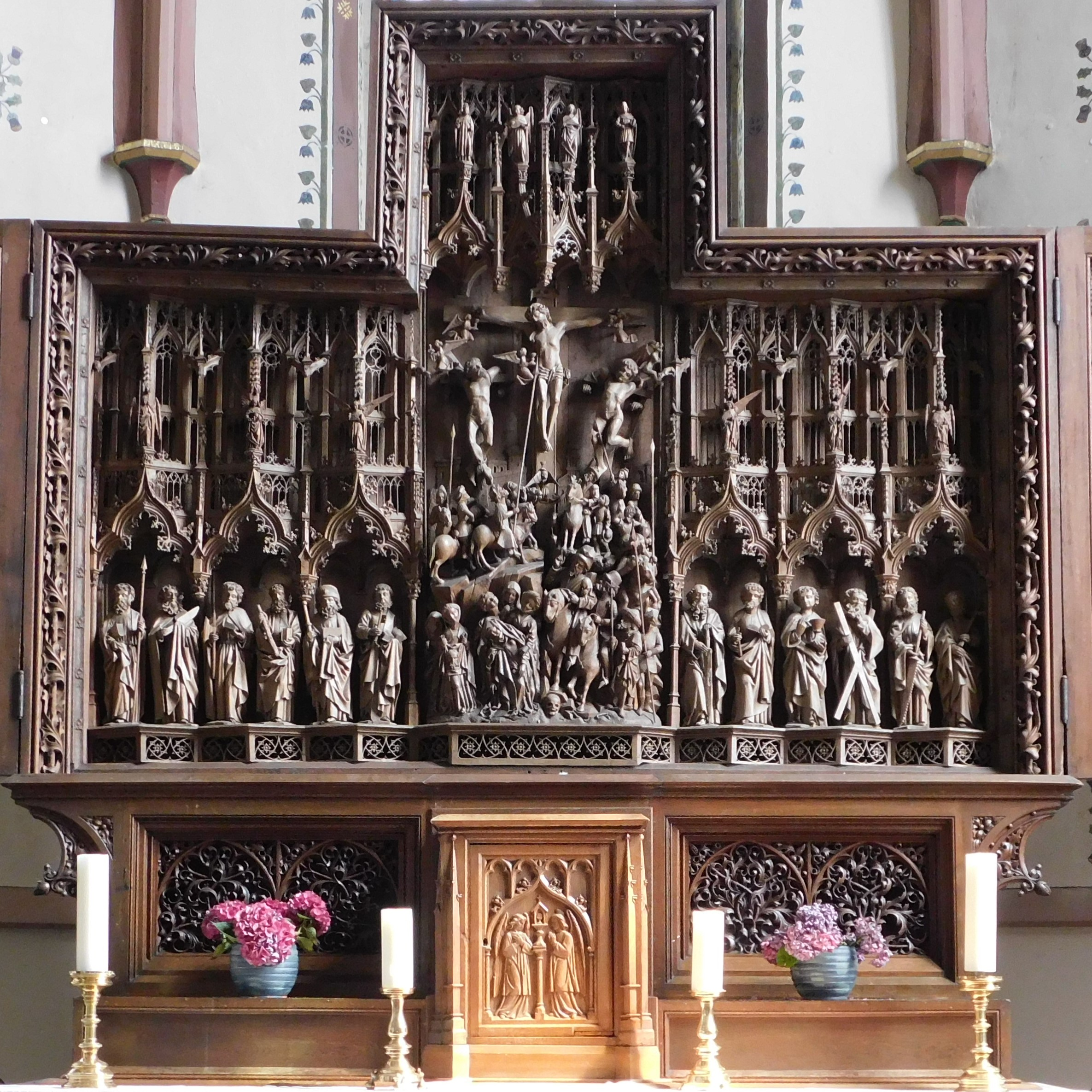
Kalvarienberg von 1460–70

Das Passionsretabel auf dem Hochaltar gehörte ursprünglich zum nördlichen Seitenaltar. In der Mitte des Schreins ist ein volkreicher Kalvarienberg als geschnitztes Relief zu sehen. Links und rechts davon stehen unter hohen Baldachinen, durch die rahmende Architektur paarweise zusammengefasste Figuren der Apostel. Die niederrheinische Arbeit mit brabantischem Einfluss stammt aus der Zeit um 1460 bis 1470. Die ursprüngliche Fassung ist verloren. Die Predella wurde 1875 von R. Moser nach einem Entwurf von Vincenz Statz angefertigt. Sie wurde 1894 von F. Langenberg renoviert, dabei wurde der Engel in der Baldachinzone des Schreins ergänzt und es wurden Flügel mit bemalten Außenseiten zugefügt.

### Sonstige Ausstattung

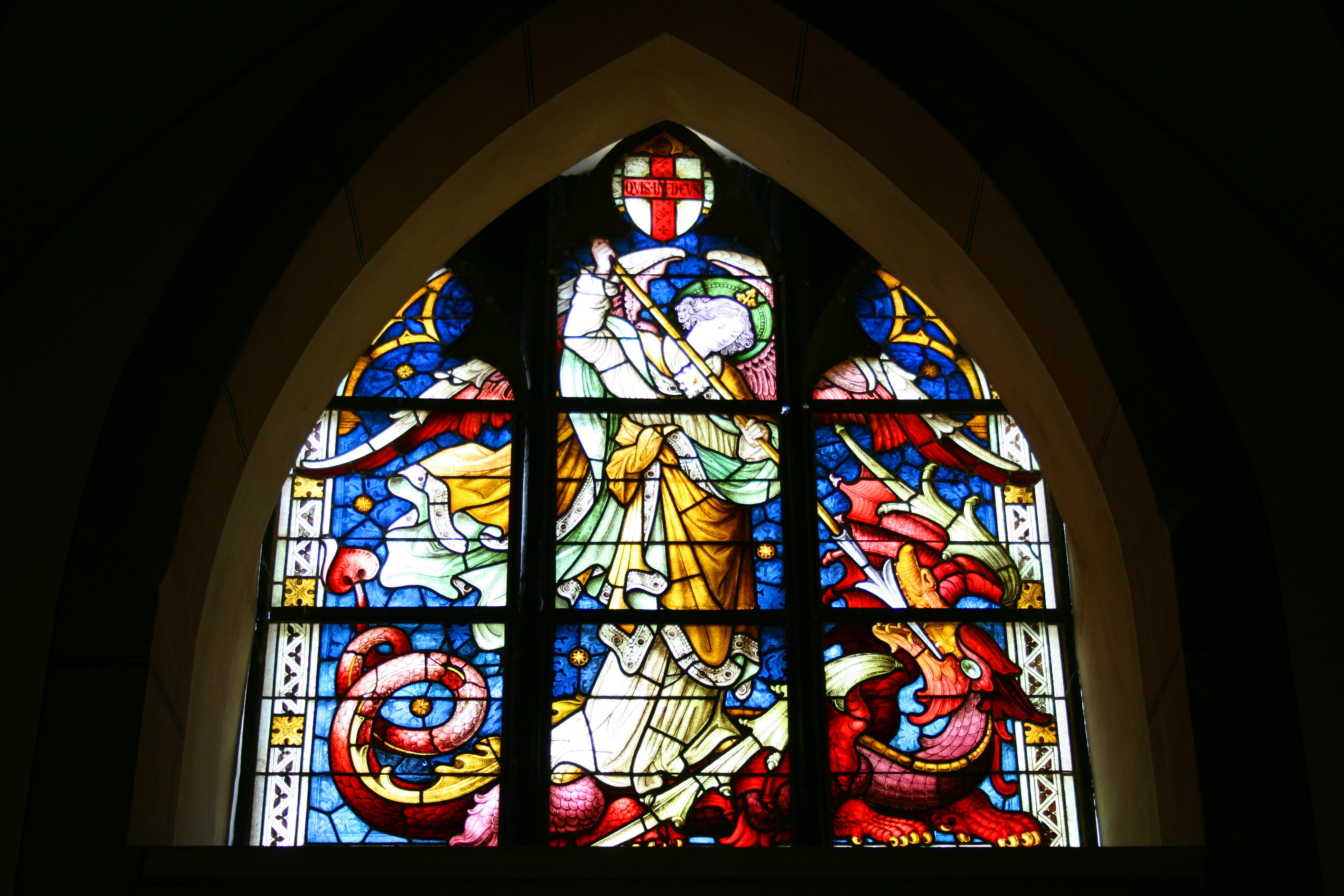
Bleiglasfenster

- Der maßwerkverzierte, achtseitige Taufstein aus Sandstein ist vom Ende des 15. Jahrhunderts.
- Der sechseckige Kanzelkorb ist das Fragment einer geschnitzten Kanzel von 1664. Er ist mit bäuerlichen Reliefs der vier Evangelisten geschmückt.
- Die Magistratsbank von 1774 zeigt im Aufsatz das Wappen von Grieth.
- Die beiden ehemaligen Chorbänke wurden 1664 angefertigt.
- Das Vesperbild aus Holz ist eine niederrheinische Arbeit von der Zeit um 1490 bis 1500, die Fassung ist neugotisch.
- Auch der hl. Viktor ist eine niederrheinische Arbeit, er wurde um 1490/1510 geschnitzt. Die Fassung ist aus neuerer Zeit.
- Die Figur der hl. Katharina vom Anfang des 16. Jahrhunderts ist L. Jupan zugeschrieben, die Reste der alten Fassung sind freigelegt.
- Der hl. Jakobus der Ältere, H. Douverman zugeschrieben, ist aus der Zeit von 1520 bis 1530. Die monochrome Fassung ist aus neuerer Zeit.
- Von der zweiten Hälfte des 15. Jahrhunderts ist der Kronleuchter aus Messing, mit einer bekrönenden Bronzestatuette der Muttergottes.